# Joist Grolle

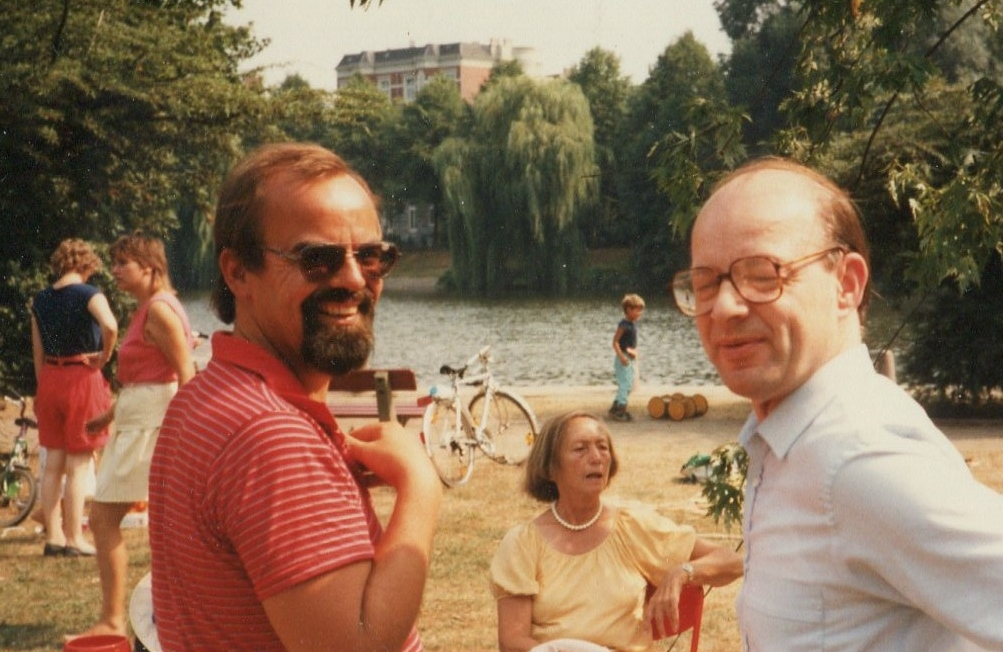
Senator Joist Grolle (rechts) und Staatsrat Helmut Bilstein auf einer öffentlichen Veranstaltung (um 1980)

Joist Grolle (* 5. August 1932 in Rhoden) ist ein deutscher Historiker, Hochschullehrer und ehemaliger Politiker (SPD).

## Leben und Wirken

### Berufliche Laufbahn
Grolle legte 1951 das Abitur in Jena ab. Nachdem er unmittelbar darauf die DDR verlassen hatte, studierte er Geschichte und Germanistik an den Universitäten in Berlin und Göttingen. Sein akademischer Lehrer war Percy Ernst Schramm. Das Studium beendete er 1958 mit dem Staatsexamen für das höhere Lehramt und der Promotion zum Dr. phil. in Göttingen. Das Thema seiner Dissertation war Landesgeschichte in der Zeit der deutschen Spätaufklärung: Ludwig Timotheus Spittler (1752–1810). Anschließend absolvierte er in Wiesbaden den Referendardienst.
Nach einem Jahr als wissenschaftlicher Mitarbeiter am Institut für europäische Geschichte in Mainz wechselte er 1962 als wissenschaftlicher Assistent an das Historische Seminar der Universität Gießen. 1968 folgte er dem Ruf der Pädagogischen Hochschule Niedersachsen/Abteilung Oldenburg (seit 1973 Universität Oldenburg) auf einen Lehrstuhl für Geschichte und ihre Didaktik, den er – unterbrochen durch die Ausübung politischer Ämter – bis 1978 innehatte. Grolle wurde in dieser Zeit Herausgeber des Schulbuches erinnern und urteilen.
1979 war Grolle zentral an der Gründung der Gesamtschule Harburg (heute Goethe-Schule Harburg) beteiligt.
Von 1987 bis 1998 lehrte er an der Universität Hamburg Bildungsgeschichte. 1999 wurde ihm die Ehrendoktorwürde der Universität Oldenburg verliehen. Grolle war von 2007 bis 2011 erster Vorsitzender des Vereins für Hamburgische Geschichte. Der 98. Band der Zeitschrift des Vereins für Hamburgische Geschichte ist 2012 als Festschrift für Grolle zum 80. Geburtstag erschienen. Im selben Jahr wurde ihm der Max-Brauer-Preis verliehen. Ihm wurde 2014 die Lappenberg-Medaille verliehen.

### Politische Ämter
Grolle ist seit 1965 Mitglied der SPD und seit 1970 auch der Gewerkschaft Erziehung und Wissenschaft (GEW). Vom 21. Juni 1970 bis zum 4. Oktober 1972 war er im Wahlkreis Nr. 77 (Oldenburg-Stadt) gewähltes Mitglied des Niedersächsischen Landtags. Im September 1972 wechselte er als Staatssekretär in das Niedersächsische Kultusministerium. Bei der Regierungsbildung am 10. Juli 1974 wurde er von Ministerpräsident Alfred Kubel (SPD) zum Minister für Wissenschaft und Kunst ernannt. Als am 13. Februar 1976 die Minderheitsregierung von Ernst Albrecht (CDU) die Regierungsgeschäfte in Niedersachsen übernahm, schied Grolle aus dem Ministeramt aus.
Grolle übernahm zwei Jahre später ein weiteres Regierungsamt auf Landesebene, als ihn die Hamburgische Bürgerschaft am 28. Juni 1978 in den Senat wählte. Er übernahm die Leitung der Behörde für Schule, Jugend und Berufsbildung (am 1. März 1980 umbenannt in Behörde für Schule und Berufsbildung). In dieser Funktion war Grolle im Jahr 1983 Vorsitzender der Ständigen Konferenz der Kultusminister der Länder der Bundesrepublik Deutschland. Sein Senatsamt endete mit der Neuwahl des Hamburger Senats durch die Bürgerschaft am 2. September 1987.
Als Mitglied der Niedersächsischen Landesregierung und des Hamburger Senats gehörte Grolle auch dem Bundesrat an: Vom 10. Juli 1974 bis zum 13. Februar 1976 und erneut vom 28. Juni 1978 bis zum 2. September 1987, jeweils als stellvertretendes Mitglied.

## Schriften (Auswahl)
Monographien
- Gustav Seitz. Ein Bildhauer zwischen Ost und West. Ellert & Richter Verlag, Hamburg 2010, ISBN 978-3-8319-0401-3.
- Hamburg und seine Historiker (= Veröffentlichung des Vereins für Hamburgische Geschichte. Band 43). Verlag Verein für Hamburgische Geschichte, Hamburg 1997, ISBN 3-923356-79-X.
- Die Predigt der Steine. Totengedächtnis in Kirchwerder (= Arbeitshefte zur Denkmalpflege in Hamburg. Band 18). Christians, Hamburg 1997, ISBN 3-7672-1292-7.
- Der Hamburger Percy Ernst Schramm. Ein Historiker auf der Suche nach der Wirklichkeit (= Vorträge und Aufsätze. Band 28). Verein für Hamburgische Geschichte, Hamburg 1989, ISBN 3-923356-32-3 (Auszüge sind in der Zeitung Die Zeit erschienen).
- Landesgeschichte in der Zeit der deutschen Spätaufklärung. Ludwig Timotheus Spittler (1752–1810). Musterschmidt, Göttingen 1963.

Aufsätze
- zusammen mit Ina Lorenz: Der Ausschluss der jüdischen Mitglieder aus dem Verein für Hamburgische Geschichte. Ein lange beschwiegenes Kapitel der NS-Zeit. (Mit biografischem Anhang). In: Zeitschrift des Vereins für Hamburgische Geschichte. Band 93, 2007, S. 1–145 (online).
- Der Hamburger Hafenstraßenkonflikt und der Geisterkrieg um die Vergangenheit. In: Zeitschrift des Vereins für Hamburgische Geschichte. Band 91, 2005, S. 133–158 (Digitalisat)

Herausgeberschaften
- zusammen mit Matthias Schmoock: Spätes Gedenken. Ein Geschichtsverein erinnert sich seiner ausgeschlossenen jüdischen Mitglieder (= Hamburgische Lebensbilder. Band 21). Ed. Temmen, Bremen 2009, ISBN 3-8378-2000-9.